# Nyemo
Nyemo (en tibetano, སྙེ་མོ་རྫོང; wylie, snye mo rdzong; literalmente, ‘espigas de trigo’; en chino, 尼木县; pinyin, Nímù xiàn) es un condado bajo la administración directa de la Prefectura Lhasa en la Región autónoma del Tíbet, República Popular China. Su área es 3269 km² y su población total para 2010 fue cercana a los 30 mil habitantes.

## Administración
El condado se Nyemo de divide en 8 pueblos que se administran en 2 poblados y 6 villas.